# Sofie Hagen
Sofie Hagen (født 10. november 1988) er en London-baseret dansk standup-komiker.
Hagen har blandt andet optrådt på BBC Radio 1 og Zulu Comedy Galla 2012.
Hun har vundet Laughing Horse New Act for 2013-prisen og var finalist i Leicester Square New Comedian of the year 2012, Funny Women Awards 2012 og Piccadilly Comedy Club New Act 2012.
I sine unge teenage-år var Hagen ganske aktiv fan af det irske boyband Westlife. Hun skrev fanfiktion og deltog som Westlife-fan i et TV 2-program.
Hun har brugt elementer fra sin fan-tid i standup-show,
blandt andet Bubblewrap fra 2015.
I foråret 2017 var Sofie Hagen, sammen med Andrea Storgaard Brok, medstifter af tykaktivistisk gruppen FedFront.
Sofie Hagen er non-binær og neurodivergent.